# (33687) Julianbain
1999 JP122 (asteroide 33687) é um asteroide da cintura principal. Possui uma excentricidade de 0.19457020 e uma inclinação de 8.36208º.
Este asteroide foi descoberto no dia 13 de maio de 1999 por LINEAR em Socorro.